# Shanghaied (film 1913)
Shanghaied è un cortometraggio muto del 1913. Il nome del regista non viene riportato nei credit del film prodotto dalla Champion Film Company di Mark M. Dintenfass.

## Produzione
Il film fu prodotto dalla Champion Film Company, una compagnia indipendente che Dintenfass aveva fondato nel 1909, stabilendone gli studi a Fort Lee, nel New Jersey e che nel 1912 si fuse nell'Universal Film Manufacturing Company di Carl Laemmle.

## Distribuzione
Distribuito dall'Universal Film Manufacturing Company, il film - un cortometraggio di 200 metri - uscì nelle sale cinematografiche USA il 7 aprile 1913. Nelle proiezioni, veniva programmato con il sistema dello split reel, accorpato in un'unica bobina con un altro cortometraggio prodotto dalla Champion, il documentario The Life-Savers of Chicamocomo.